# Rotoroa (Hawke’s Bay)
Der Rotoroa, zusammen mit dem Rototuna vormals The Lakes genannt und so noch in zahlreichen Karten gekennzeichnet, ist ein See im Hastings District der Region Hawke’s Bay auf der Nordinsel von Neuseeland.

## Namensänderung
Die Umbenennung der beiden See erfolgte am 3. März 2022.

## Geographie
Der Rotoroa, befindet sich rund 100 m südöstlich angrenzend an den Nachbarsee Rototuna und am südöstlichen Ausläufer der Kaweka Range. Napier, als nächst größte Stadt, liegt rund 45 km in ostsüdöstliche Richtung und der Mount Ruapehu ist rund 70 km westlich zu finden. Der See besitzt eine Flächenausdehnung von 3,8 Hektar und erstreckt sich über eine Länge von rund 415 m in Südwest-Nordost-Richtung. Seine Breite misst maximal rund 170 m in Nordwest-Südost-Richtung und sein Seeumfang rund 1 km.
Der kleine See besitzt keinen regulären Zufluss und keinen Abfluss.